# Volvo Car Gent
Volvo Car Gent is een fabriek van Volvo Car Corporation in de Gentse haven. De fabriek is opgedeeld in een lasfabriek, een spuitfabriek en de eindassemblage.

## Geschiedenis
De fabriek werd opgericht in 1965 ter ondersteuning van de expansie van Volvo in wat toen nog de Europese Economische Unie heette. Het was niet de eerste Volvofabriek buiten Zweden; Volvo had toen een fabriek in Canada. Er werd voor Gent gekozen om zijn centrale ligging in de Europese Economische Gemeenschap en de goede infrastructuur. 

## Productie
Op dit ogenblik is Volvo Car Gent een van de Europese hoofdfabrieken van Volvo Cars.
Productievolume wagens in Volvo Gent:
Vanwege een beveiligingsprobleem met de MediaWiki Graph-software is het momenteel niet mogelijk deze grafiek weer te geven. Zodra de software is bijgewerkt zal de grafiek vanzelf weer zichtbaar worden.
De Volvo Amazon was de eerste Volvo die in Gent werd geproduceerd. In 2015 bouwde Volvo Car Gent de Volvo V40, Volvo V40 Cross Country, Volvo S60, en Volvo XC60. In 2018 werd in Gent van start gegaan met de productie van de nieuwe Volvo XC40.
Anno 2014 was ruim de helft van de productie voor de Europese markt bestemd, waarvan acht procent voor Zweden en vier procent voor België zelf. De grootste markt is China (13%).
In de toekomst gaat Volvo zich specialiseren in het compacte segment, met name de toekomstige generatie auto's die gebaseerd is op de Compact Modular Architecture.
Op een bepaald ogenblik telde het bedrijf ruim 5000 werknemers. Gedelegeerd bestuurder is Eric Van Landeghem. In 2015 vierde de fabriek haar vijftigste verjaardag.
Naast de autofabriek is er in Gent ook de vrachtwagenfabriek Volvo Europa Truck gevestigd. Deze vestiging ligt in het industriegebied Schansakker te Oostakker. Echter sinds 1999 zijn Volvo Cars en de divisies van AB Volvo aparte ondernemingen, met dezelfde merknaam maar andere eigenaars.

### Productie van elektrische auto's
In januari 2021 raakte bekend dat de fabriek, naast de XC40 die zowel als hybride en volledig elektrische variant te verkrijgen is, een tweede elektrische wagen zou fabriceren. Het gaat om een coupé-SUV, ofwel een sportieve terreinwagen die als modelnaam C40 Recharge kreeg. Het is het eerste model van Volvo ooit, dat enkel als een volledig elektrische variant zal te verkrijgen zijn. Momenteel zijn deze twee elektrische modellen van Volvo goed voor 15% van de productie van het totaal aantal wagens. Het doel is om dit aandeel te verdrievoudigen. De fabriek in Gent is voorlopig de enige productie-eenheid ter wereld waar dit model wordt gemaakt. Door de productie van dit nieuwe model wordt een stijging van het personeelsaantal met 500 voorzien, van 6500 naar 7000.

### Gebouwde modellen
| Afbeelding | Model       | Periode   |  | Afbeelding | Model   | Periode   |
| ---------- | ----------- | --------- |  | ---------- | ------- | --------- |
|            | 120/121/122 | 1965-1967 |  |            | S60/V70 | 2000-2009 |
|            | 130         | 1965-1969 |  |            | S40/V50 | 2003-2012 |
|            | 144/145     | 1968-1974 |  |            | C30     | 2006-2013 |
|            | 240/244/245 | 1974-1985 |  |            | XC60    | 2008-2017 |
|            | 740/760     | 1983-1992 |  |            | V40     | 2012-2019 |
|            | 940         | 1991-1992 |  |            | V60     | 2018+     |
|            | 850         | 1991-1996 |  |            | XC40    | 2018+     |
|            | S70/V70     | 1996-2000 |  |            | C40     | 2021+     |